# Керла, Семир
Семир Керла (босн. Semir Kerla; 26 сентября 1987, Сараево, Югославия) — боснийский футболист, защитник кипрского клуба «Докса (Катокопиас)»

## Биография
Начинал играть на взрослом уровне в клубе из низших лиг Боснии и Герцеговины «Радник» (Хаджичи). С 2008 года играл в высшей лиге за «Железничар», с которым стал чемпионом страны в сезоне 2009/10. В декабре 2010 года Керла также дебютировал за сборную Боснии и Герцеговины, отыграв первый тайм в товарищеском матче против сборной Польши. В дальнейшем в сборную не вызывался.
Зимой 2011 года стал игроком греческого клуба «Пансерраикос», где провёл полгода. После окончания сезона, перешёл в словацкую «Жилину», однако в чемпионате Словакии сыграл лишь два матча и зимой 2012 года вернулся в «Железничар». Летом 2014 года подписал контракт с литовским клубом «Жальгирисом», в котором сразу же стал игроком основы и за полтора сезона в команде дважды стал чемпионом и дважды обладателем Кубка Литвы. В сезоне 2016 выступал в Казахстане, где сыграл 24 матча и забил 3 гола за местный «Иртыш», а в начале 2017 года ненадолго вернулся в «Железничар». Летом 2017 года Керла вновь отправился в Литву, где стал игроком клуба «Судува», в составе которого трижды выигрывал литовский чемпионат.

## Достижения
«Железнчар»
- Чемпион Боснии и Герцеговины (3): 2009/10, 2011/12, 2012/13
- Обладатель Кубка Боснии и Герцеговины: 2011/12

«Жальгирис»
- Чемпион Литвы (2): 2014, 2015
- Обладатель Кубка Литвы (2): 2014, 2015

«Судува»
- Чемпион Литвы (3): 2017, 2018, 2019
- Обладатель Кубка Литвы: 2019
- Обладатель Суперкубка Литвы (2): 2018, 2019

Личные
- Лучший игрок литовского чемпионата: 2019[1]